# Вавила Антиохијски
Свети Вавила Антиохијски (грч. Βαβυλας Αντιοχειας) је био патријарх антиохијски и свег Истока у периоду од (237—253). У православној цркви се помиње као свети мученик, који је страдао од прогона на цара Деција Трајана.
Према житију, он је током трајања једног паганског празника спречио Антиохијског цара Нумеријана да уђе у хришћански Храм током Литургија коју је служио. Након тога цар је наредио да се црква у којој је служена литургија спали а Вавила је ухапшен. На саслушању је отворено признао да је хришћанин. Вавилу су због тога оковали и тако окованог возили по граду примиравајући га да се поклони паганским божанствима и одрекне вере у Исуса Христа. Био у пратњи својих ученика – три брата старости 12, 9 и 7 година. И они су били присиљени да се поклоне идолима. Пошто су то одбили као и Вавила заједно су обешени о дрво и били мучени ватром. Видећи истрајност хришћана, цар је наредио да им се одсеку главе.
Вавила је сахрањен заједно са својим ученицима.
Православна црква прославља светог Вавилу 4. септембра по (јулијанском календару).